# Cambridge, Ontario
Cambridge je mesto v pokrajini Ontario, Kanada. Stoji ob sotočju rek Grand in Speed na območju Velikih jezer na jugovzhodu države. Ob popisu leta 2011 je imelo 126.748 prebivalcev.
Mesto je bilo ustanovljeno leta 1973 z združitvijo prej samostojnih naselij Galt, Preston, Hespeler, Blair in North Dumfries, največje od katerih je bilo mesto Galt. Skupaj s sosednjimi mesti Kitchener in Waterloo tvori eno večjih metropolitanskih območij Kanade.